# مقاطعة كيس (نبراسكا)
مقاطعة كيس (بالإنجليزية: Chase County)‏ هي إحدى مقاطعات ولاية نبراسكا في الولايات المتحدة الأمريكية.